# 道の駅日義木曽駒高原

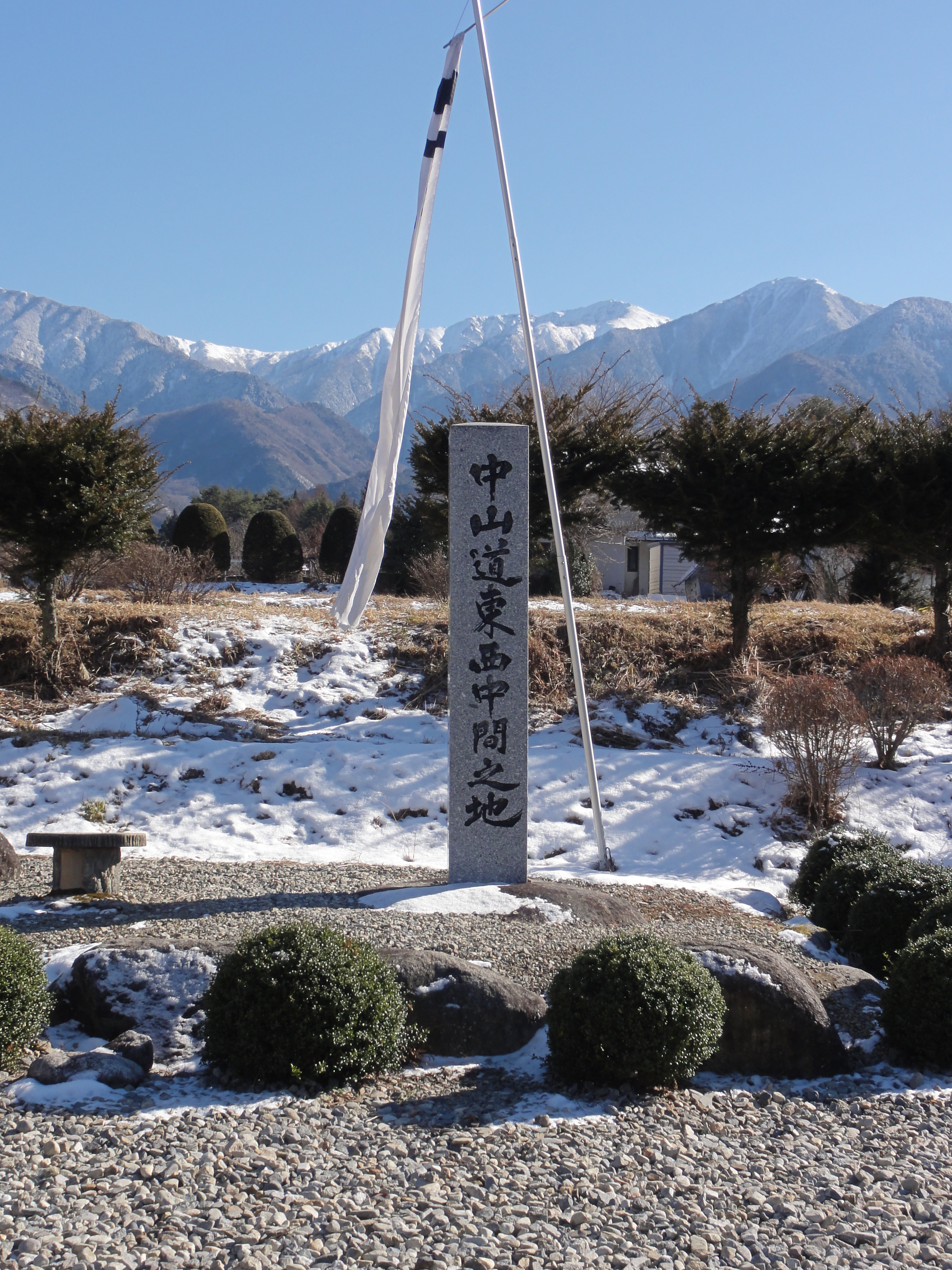
施設内にある中山道東西中間の碑、後方は中央アルプス

道の駅日義木曽駒高原（みちのえき ひよしきそこまこうげん）は、長野県木曽郡木曽町にある国道19号の道の駅である。

## 主な施設
本館「ささりんどう館」は木曽義仲の資料館「義仲館（よしなかやかた）」をイメージして建築されている。
2022年（令和4年）7月16日に新装オープンし、別棟になっていた売店を撤去して農産物直売エリアを店内に移設したほか、食堂の扉も撤去して休憩にも使えるフードコートに改めた。
- 駐車場
  - 普通車：76台
  - 大型車：7台
  - 身障者用 : 3台
- トイレ
  - 男：大 5器（1器）、小 7器（4器）
  - 女：8器（2器）
  - 身障者用：2器（2器）

※（）内は24時間使用可能
- 公衆電話
- 食堂（10:30 - 15:00）[3]
- 特産品市場
- ふれあい情報交流館
- 中山道東西中間之地 - 中山道522粁の中間点266粁
- 木曽駒ヶ岳の展望所

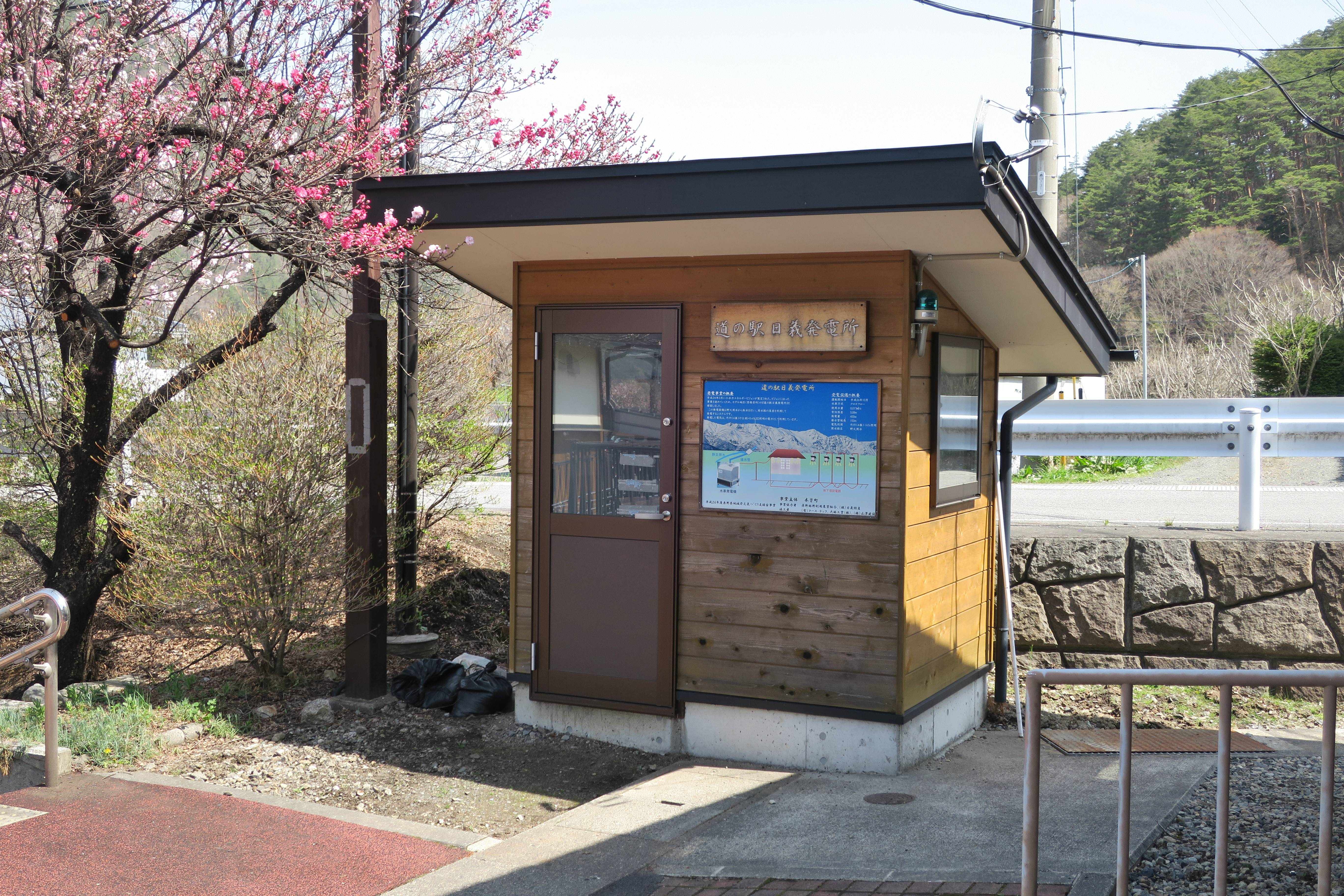
道の駅日義発電所

## 休館日
- 毎週火曜日（1 - 3月）

## アクセス
- 国道19号 - 登録路線
- JR中央本線 原野駅から徒歩
- 中央高速バス 塩尻・木曽福島線　バスタ新宿行き 「日義木曽駒高原」バス停

## 周辺
- 木曽駒森林公園
- 林昌寺
- 旗挙八幡宮